# Shannon Beiste
Shannon Beiste is een personage uit de Amerikaanse televisieserie Glee van Fox. Het personage wordt gespeeld door actrice Dot Marie Jones.

## Verhaallijn
In het tweede seizoen van Glee wordt Shannon Beiste in de eerste aflevering, "Audition" geïntroduceerd als de nieuwe voetbalcoach voor het McKinley High Titans football team. Ze komt aan op het William McKinley High met een indrukwekkende staat van dienst bij het coachen van succesvolle voetbalteams en hoofdmeester Figgins (Iqbal Theba) verhoogt voor haar het football programmabudget door het budget van de cheerleading en Glee club van de school te verminderen, wat cheerleadercoach Sue Sylvester (Jane Lynch) en Glee club leider Will Schuester (Matthew Morrison) alarmeert. Ze zijn het er helemaal niet mee eens en beginnen samen een tijdelijke bondgenootschap tegen Beiste.  Beiste is verbijsterd door hun onbeschoftheid, maar vergeeft Will nadat hij zijn excuses heeft aangeboden en uiteindelijk ontstaat tussen de twee een hechte vriendschap. Een tijd later overweegt Beiste ontslag te nemen als coach nadat ze verneemt dat een aantal studenten fantaseren over haar om hun opwinding tegen te gaan tijdens het vrijen. Will zorgt dat de studenten hun excuses aanbieden en ze krijgen haar vergiffenis. Scheuster ontdekt ook dat Beiste nog nooit is gekust, waarna hij haar een eerste kus als vriendelijk gebaar geeft. Later helpt Beiste de Glee Club leden om Brittany (Heather Morris) in de Kerstman te laten blijven geloven. Vermomd als Kerstman legt ze uit aan Brittany waarom haar wens dat verlamde vriend Artie (Kevin McHale) weer kan lopen niet kan worden verhoord. Later zorgt ze er anoniem voor een ReWalk om Artie voor een korte tijd te kunnen laten lopen.
Wanneer er vijandige dingen voorvallen tussen het footballteam en de Glee club dwingt Beiste het hele footballteam voor een week samen te werken met de Glee Club. Ondanks de ondervonden weerstand en tegenvallers, slaagt het plan uiteindelijk en wint het team het kampioenschap. Tijdens de aflevering "Blame it on the alcohol" neemt Beiste Will mee voor een leuke tijd bij een rodeo bar waar ze haar eerste solo zingt in een duet met Will: "One Bourbon, One Scotch, One Beer".
In het derde seizoen gaat Beiste verder als footballcoach, en wordt door Will gevraagd om samen de schoolmusical West Side Story met studieadviseur Emma Pillsbury (Jayma Mays) en Artie te regisseren. Ze bevelen haar aan het voetbalteam de Jets te laten spelen in de show. Ook gaat Beiste de schoolverkiezingen organiseren. In de aflevering "The First Time" begint ze met het daten van Ohio State voetbal recruiter Cooter Menkins (Eric Bruskotter), die footballtalent aan het scouten is op het McKinley High, maar ontdekt, net als ze erachter komt dat ze van hem houdt, dat Sue een grote concurrent is geworden in Cooters liefde. Ze zingt het solo nummer "Jolene". Later vertelt ze Emma en Sue, in de aflevering "Yes / No", dat zij en Cooter impulsief zijn getrouwd. Een paar maanden later, in de aflevering "Choke", wordt ze geslagen door haar man, Cooter, en krijgt een blauw oog. Hoewel ze in eerste instantie werd overtuigd door Sue en Roz Washington (NeNe Leakes) om bij hem te vertrekken voor haar eigen veiligheid, keert Beiste later terug naar huis en geeft Cooter een tweede kans.